# ITSEC
ITSEC (Information Technology Security Evaluation Criteria) – zbiór kryteriów oceny bezpieczeństwa systemów teleinformatycznych wprowadzony w latach 90. XX w.
Pierwsza wersja ITSEC jako zbioru kryteriów pozwalających na jednoznaczną ocenę i certyfikację bezpieczeństwa systemów została wprowadzona w 1990 roku wspólnie przez Francję, Niemcy, Holandię i Wielką Brytanię. W 1991 roku kolejna wersja została opublikowana przez Komisję Europejską.
W odróżnieniu od wcześniejszego TCSEC (Orange Book) standard ITSEC nie wskazywał żadnych konkretnych rozwiązań technicznych (np. długość hasła), jakie miały być stosowane przez certyfikowany produkt. Pozwalało to zachować neutralność technologiczną standardu i niezależność od postępu technicznego.
Certyfikację według kryteriów ITSEC prowadzi w Polsce m.in. Jednostka Certyfikująca Departamentu Bezpieczeństwa Teleinformatycznego Agencji Bezpieczeństwa Wewnętrznego. Po roku 2000 ITSEC jest stopniowo wypierane przez Common Criteria.